# K7리그 동래
K7리그 동래(K7 League Dongrae)는 대한민국 부산광역시 동래구에서 진행되는 축구 대회이다.

## 역사
2017년에 '디비전 7 부산광역시 동래구 리그'라는 이름으로 시작되었으며 2017시즌부터 6개의 선수단이 리그에 참여하고있다.

## 시즌별 결과
| 시즌   | 권역 | 참가 | 우승 | 준우승 | 승격 | 비고                               |
| ------ | ---- | ---- | ---- | ------ | ---- | ---------------------------------- |
| 2017년 | 1개  | 6팀  |      |        |      |                                    |
| 2018년 | 1개  | 6팀  |      |        |      | 승격팀은 2019년 K6리그 부산에 참가 |
| 2019년 | 1개  | 6팀  |      |        |      |                                    |

## 같이 보기
- K7리그